# Cavanac
Cavanac település Franciaországban, Aude megyében. Lakosainak száma 1012 fő (2022. január 1.). Cavanac Carcassonne, Cazilhac, Couffoulens, Leuc, Palaja és Villefloure községekkel határos.

## Népesség
A település népessége az elmúlt években az alábbi módon változott:
| Lakosok száma | 495  | 581  | 676  | 826  | 908  | 905  | 923  | 954  | 960  | 1012 |
|               | 1968 | 1982 | 1990 | 2006 | 2013 | 2015 | 2017 | 2019 | 2020 | 2022 |